# Krokbäcktjärnarna (Vilhelmina socken, Lappland, 720538-147767)
Krokbäcktjärnarna är en sjö i Vilhelmina kommun i Lappland och ingår i Ångermanälvens huvudavrinningsområde.